# Cerámica geométrica

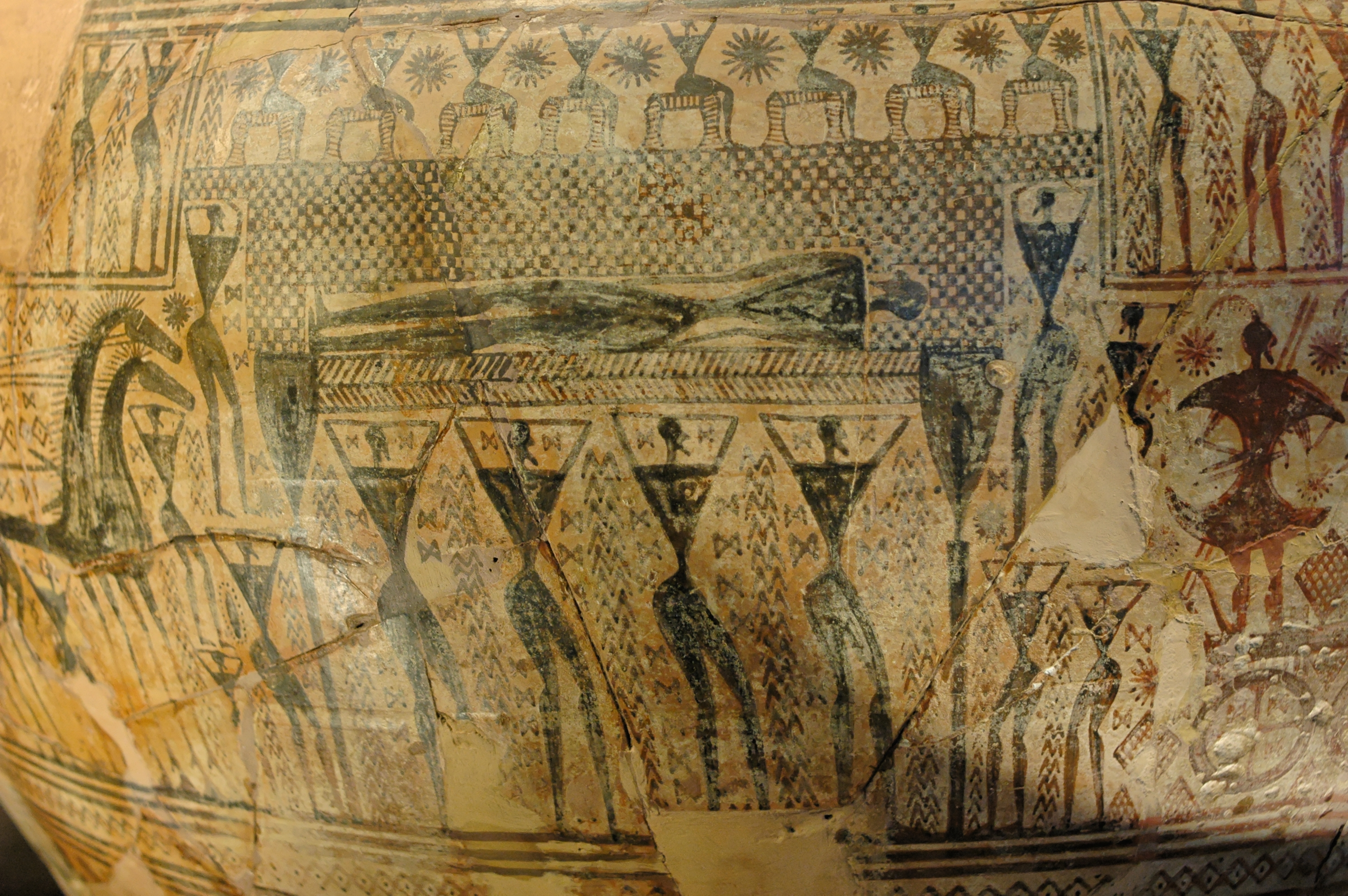
Escena de cortejo fúnebre en un ánfora del Maestro del Dípilon en el Museo del Louvre (inv. A517).

La cerámica geométrica es la producción de vasos de la Antigua Grecia a partir del fin de la Edad Oscura, aproximadamente entre el 900 a. C. y el 700 a. C., cuyo estilo y cuya denominación se ha extendido para indicar el conjunto de las evidencias materiales del periodo. Se desarrolló en Atenas y se difundió gracias al comercio marítimo con varias ciudades de la zona egea.

## Cerámica geométrica ática

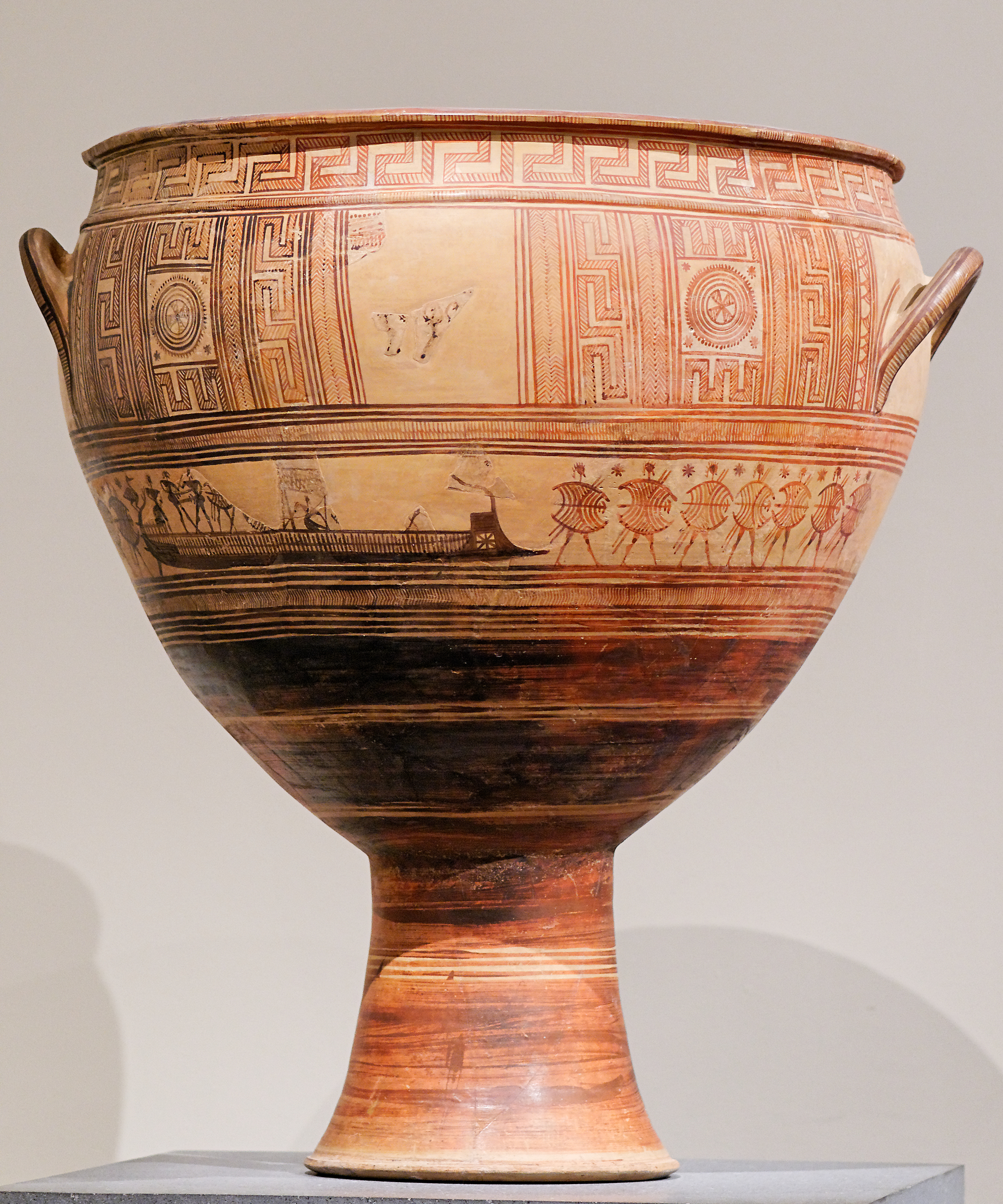
Crátera, Geométrico Medio II, altura 99.1 cm, diámetro 94 cm. Nueva York, Museo Metropolitano 34.11.2.

Frente a los siglos precedentes el repertorio de la tipología de vasos aumenta y sus formas se hacen siempre más articuladas y esbeltas. Ánforas y cráteras de grandes dimensiones vienen utilizados como estelas funerarias en las tumbas. Especialmente ricos son los hallazgos del cementerio  del Cerámico de Atenas. Se piensa que originalmente las ánforas fueron dedicadas a las mujeres, porque su tarea era recoger el agua, mientras que las cráteras fueron realizadas para los hombres, que eran los que bebían vino.
En la decoración se desarrollan coherentemente las premisas elaboradas en la cerámica protogeométrica ática. Los meandros repletos se convierten en el motivo decorativo más típico, acompañado de triángulos, rombos, motivos en zig zag, dientes de lobo, ajedrezados y retículas. En los recuadros se insertan esvásticas y rosetas geométricas de cuatro hojas. Las bandas horizontales adornadas son cada vez más numerosas y densas, para cubrir toda la superficie de la vasija, mientras que las superficies monocromáticas deben reducirse hasta que desaparecen con barniz negro.
Los motivos decorativos se mejoran con elementos figurativos, figuras humanas en particular y caballos. Los temas figurativos incluyen escenas funerarias (el duelo con la exposición del cuerpo del difunto, o próthesis y el transporte de los difuntos en el coche fúnebre, o ekforá), pero también escenas de duelos o de batallas en el mar y en tierra. Las figuras humanas, pintadas en silueta negra, se alinean, a veces en fila, superpuestas, mientras que todos los huecos se rellenan con ornamentos geométricos. El torso está representado por la silueta en forma de un triángulo y brazos filiformes dispuestos en varios gestos; las piernas son contornos progresivamente más realistas y articuladas; la cabeza está representada por un punto negro con protuberancias para indicar la nariz o la barbilla. Los escudos (conocidos como «escudos Dípilon») se representan con dos medias lunas unidas por una línea delgada, representando en forma abstractamente geométrica la forma del gran escudo micénico bilobulado, que más tarde desaparece en favor del escudo redondo. Además de los caballos aparecen pájaros o ciervos y cabras, todos reducidos a formas esenciales y esquemáticas, dispuestos en largas hileras, como meros ornamentos.

### Fases de la cerámica geométrica ática

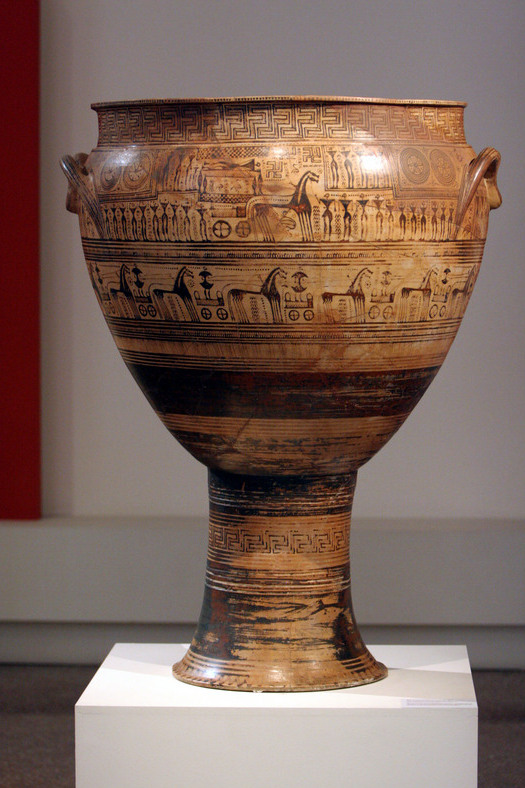
Pintor de Hirschfeld Crátera del tardo geométrico I, altura 123 cm. Museo Arqueológico Nacional de Atenas NM990.

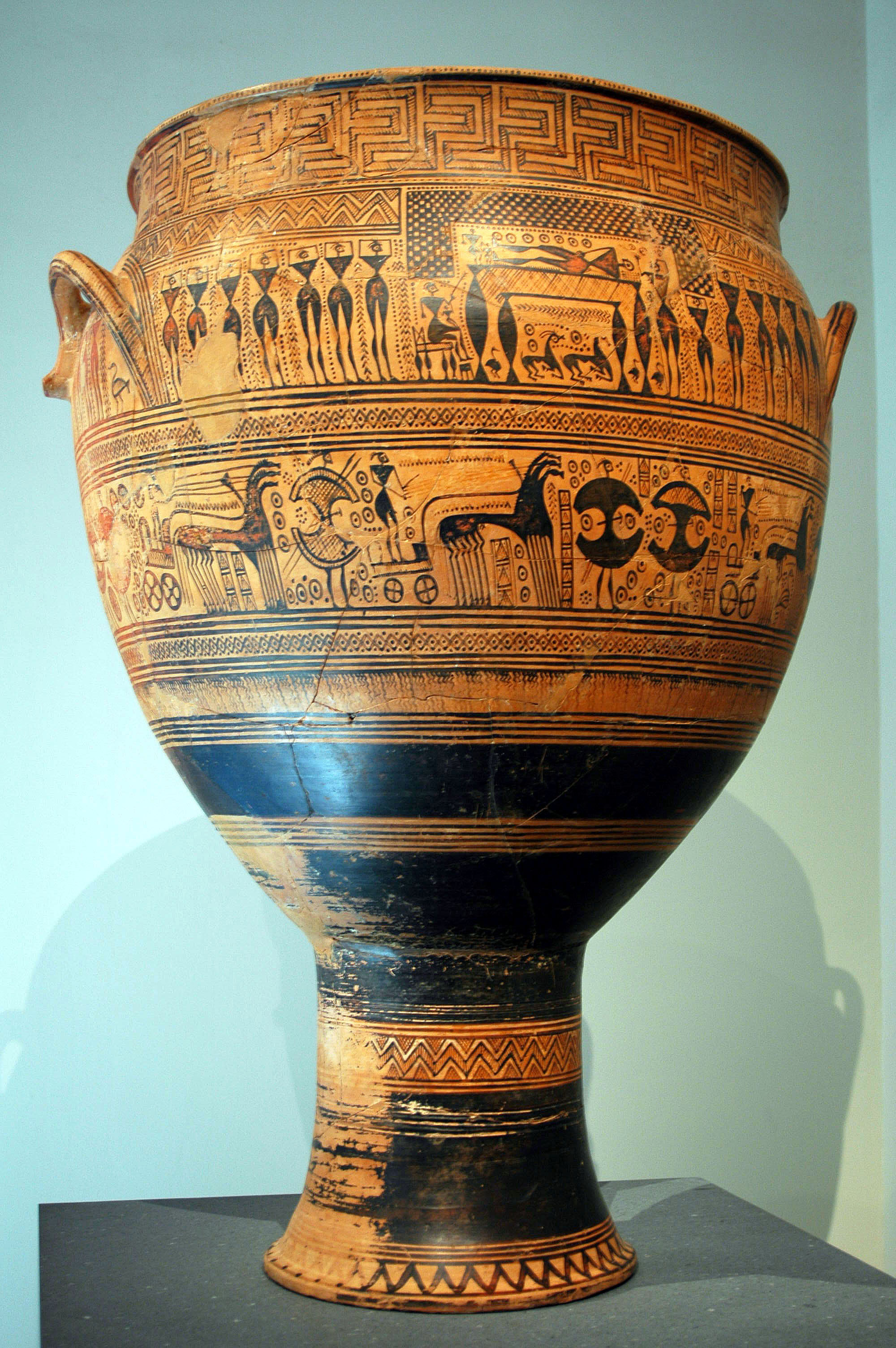
Crátera funeraria del tardo geométrico ático. Taller del Pintor de Hirschfeld (atribución), 750-735 a. C., altura 108,3 cm. Nueva York, Museo Metropolitano de Arte 14.130.14.

En la evolución del estilo geométrico se distinguen diversas fases.
Primer estilo geométrico (primera mitad del siglo IX a. C.)
Persiste la tendencia del tardo protogeométrico a bañar los vasos en un barniz negro y lustroso; la alternancia de bandas decoradas y áreas de pintura de color negro marca las partes del vaso; el punto de máxima expansión del cuerpo de la vasija, donde se sitúan las asas, es subrayado por una banda decorativa más amplia, con recuadros; la preocupación de la cerámica protogeométrica, o el análisis de la forma a través del diseño de la superficie, sigue siendo el mismo, lo que cambia es la naturaleza del instrumento principal de análisis. El círculo concéntrico se desvanece y el hombro del vaso en el primer estilo geométrico (900-850 a. C.) es ignorado. Lo que cuenta ahora son los dos elementos principales del vaso, el cuello y el cuerpo; su separada pero igual contribución a la arquitectura del vaso se evidencia mediante los frisos ornamentales o paneles en su centro. Geométrico y protogeométrico están basados sobre la misma idea de la vasija como una suma de sus partes, pero el pintor del vaso geométrico rechaza la identificación protogeométrica del volumen con la línea curva e inventa nuevos motivos: las almenas y meandros, motivos decorativos arquitectónicos, ángulos rectos, que a la vez reflejan los campos horizontales que ocupan y la construcción vertical del vaso y que continuamente vuelven sobre sí mismos.
Estilo geométrico medio (de la mitad del siglo IX a la mitad del siglo VIII a. C.)
Las formas cerámicas alcanzan dimensiones considerables, en particular los ánforas (80 cm de altura) y las cráteras (50 cm de altura). Las bandas decorativas cubren una superficie mayor y aparecen esporádicas figuras humanas y animales. El hombro es reconocido nuevamente como la tercera parte principal del vaso y su contorno se estabiliza con esvásticas, meandros, u otros modelos rectilíneos. Aunque los motivos más grandes y más elaborados están siempre reservadas al cuello, al hombro, y la panza -los tres centros de gravedad de la geometría- paneles decorativos y bandas se extienden en gran parte de la superficie y al final de la Edad Oscura griega el vaso parece envuelto en un intrincado tapiz abstracto.
- Geométrico medio I (850-800 a. C.)

Las figuras no encuentran su inserción natural; el caballo es la única criatura conocida en la cerámica ática pintada antes del 800  a. C.: las líneas curvas continuas del caballo protogeométrico se enderezan (el cuerpo es horizontal) y segmentadas (las patas adquieren articulaciones). La única excepción es la plañidera en la Crátera 1254 del Museo Arqueológico del Cerámico de Atenas, datada en torno al 850-825 a. C. La crátera (tipo de vaso que se utilizaba para mezclar agua y vino en las fiestas aristocráticas) fue colocado sobre la tumba de los aristócratas de la necrópolis del Cerámico, era una muestra y establece un símbolo de estatus. Lo que queda de esta crátera está densamente cubierto con toda la gama de diseños del geométrico medio. Se encuentra también el aro concéntrico, aunque a diferencia de la versión protogeométrica está encerrado en una forma rectangular y circunscribe una cruz: dotado de una asa horizontal y una vertical, el aro concéntrico se convierte en un motivo estructural. En una área irregular en la cual nada regularmente geométrico podía estar de manera ordenada; en el espacio bajo el asa el pintor ha insertado un caballo y sobre el asa, en un ángulo apenas fuera del límite de la zona abstracta, ha dibujado la silueta de una mujer desnuda que plegando los brazos sobre la cabeza se arranca los cabellos en señal de dolor. El caballo y la mujer no tienen nada que ver la uno con el otro, están separados del asa y miran en direcciones opuestas, no parece tratarse de una escena, sino de dos símbolos discretos, aunque no del todo independientes, uno del rango, el otro de dolor.
- Geométrico medio II (800-760 a. C.)

Cuando los seres humanos comienzan a aparecer en la cerámica, inmediatamente comienzan a ser representados en un grupo. El geométrico medio II es el periodo en el cual de la fase de la sinécdoque: los ceramógrafos áticos pasan a la descripción completa de las escenas, con la representación de las conexiones y relaciones entre las figuras. La Crátera 34.11.2 del Museo Metropolitano de Arte de Nueva York, pone fin a la Edad Oscura, pertenece a los años 770 a. C., y celebra la memoria del difunto (tal vez también el suceso de su muerte) con la representación de una batalla que recorre la banda a la altura del vientre de la pieza. En el friso superior, en un recuadro en medio de la zona de agarre, se ve la representación dañada de una próthesis, la primera conocida de los centenares posteriores. Una figura llorosa se arrodilla en la cama a los pies del muerto, bajo el féretro hay una fila de aves y más abajo, cinco personas llorando. Estas figuras descienden de la plañidera de la Crátera 1254 del Museo Arqueológico del Cerámico, pero la figura humana está en el centro de la vasija como el centro de arte griego.
Estilo tardo geométrico (segunda mitad del siglo VIII a. C.)
Emerge en este periodo una clara evolución en la proporción general de los vasos que se producen en proporciones particularmente equilibradas, convertidas inmediatamente en estándar. Es el período del Maestro del Dípilon, primera personalidad emergente en el arte griego, que marca con su producción un momento de separación respecto a las tendencias normales en la producción. Los vasos tienden a alcanzar una relación entre la altura y el diámetro máximo, en el caso de formas abiertas, entre diámetro máximo y altura, que se aproxima a la «proporción áurea» (i. e. la porción más pequeña es la más grande, como la más grande es la suma de las dos). En el ámbito pictórico las bandas decorativas recubren la superficie completa del vaso, perdiendo la función de marcar la articulación de sus partes y se multiplican las escenas figuradas, en algunos casos también escenas mitológicas, y los motivos decorativos son más ricos y variados. Se distinguen algunos talleres y algunas personalidades.
- Tardo geométrico I (760-735 a. C.)

El «estilo Dípilon», que toma su nombre de la principal necrópolis ateniense llega a su máxima expresión en los grandes vasos de la mediados siglo VIII a. C., producidos por el Maestro del Dípilon, el cual, en el momento en el que las escenas figurativas llegaron a la decoración de los vasos, optó por abandonar las implicaciones pictóricas y reducir y uniformar cada elemento al esquematismo geométrico. Durante el tardo geométrico comienzan a distinguirse más personalidades o grupos de productores del mismo taller. A uno de los rivales del Maestro del Dípilon, convencionalmente llamado Pintor de Hirschfeld (por el arqueólogo Gustav Hirschfeld quien describió en 1872 por primera vez una de sus obras), se le atribuye una crátera (tardo geométrico I, Atenas, Museo Arqueológico Nacional de Atenas, 990) con escenas animadas y densamente pobladas que adquieren mayor importancia frente a los motivos geométricos, ahora ya privados de funciones estructurales. Algunos talleres son reconocibles por medio de figuras recurrentes y estilísticamente identificables, como el león acuclillado en la clepsidra del «Pintor del león» o el cisne con cuerpo estriado del «Pintor del Cisne», o las filas de aves acuáticas unidas de rasgos oblicuos con puntos (taller de la «Semilla de las aves»). Pertenecientes probablemente a un mismo taller son también los enócoes en los que hay representados ciervos pastando, o los vasos con bandas con filas de rombos en formas ajedrezadas o rombos más pequeños, llamados "Tapestry Hand" («tapiz a mano»). El estilo del Maestro del Dípilon finaliza alrededor del 735 a. C., cuando también el último de sus colaboradores más estrechos deja los pinceles.
- Tardo geométrico II (735-700 a. C.)

El siguiente periodo, el tardo geométrico II es un momento de reacción; las ánforas suelen ser más pequeñas y las zonas figuradas son proporcionalmente más grandes y sin relación con las áreas indicadas por la estructura del vaso; las zonas abstractas son casuales, apresuradas o faltantes. Pero las imprecisiones de la época no son tanto índice de la degradación sino de la voluntad de alejamiento del geometrismo precedente exacerbado: no es por casualidad que fue en este periodo en el que se desarrolla el fenómeno de protonarración que se explica por el proceso de definición de la sociedad y la aristocracia de finales del siglo VIII a. C.

### Galería

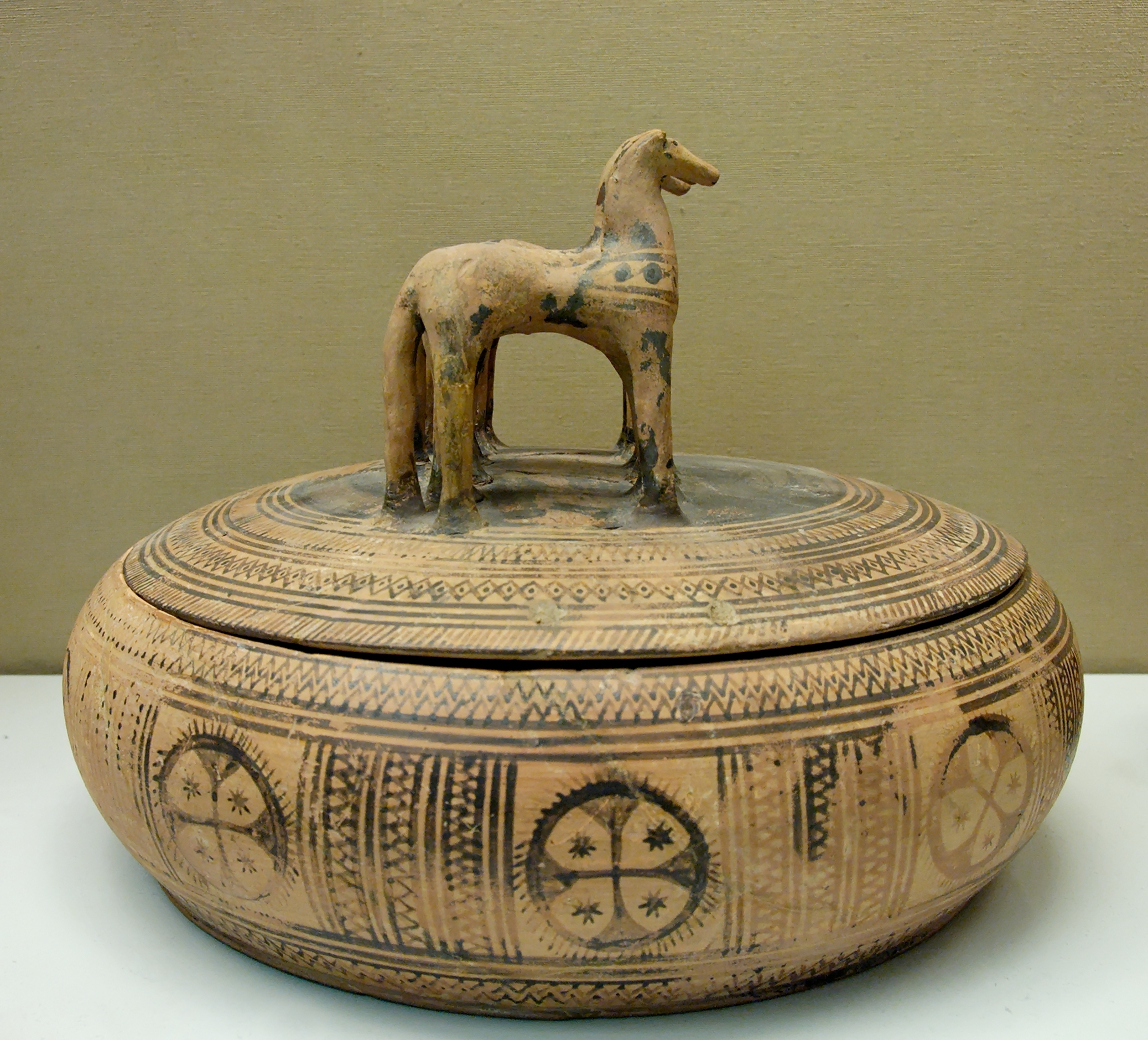
Píxide ática del periodo geométrico medio (760-750 a. C.) en el Museo del Louvre (inv.GR 1910.11-21.1).
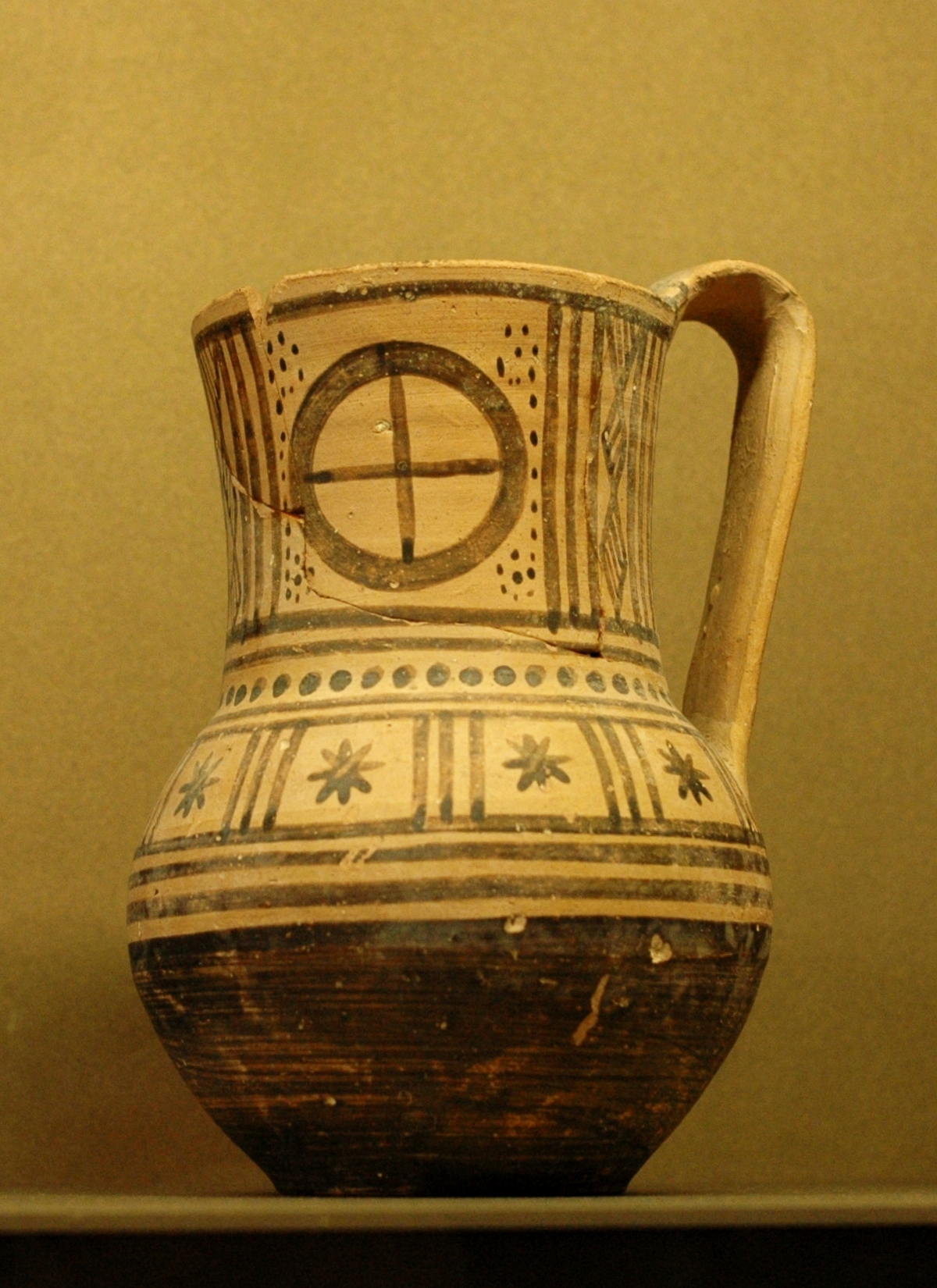
Jarra ática del periodo geométrico medio en el Museo del Louvre(inv. CA 1814).
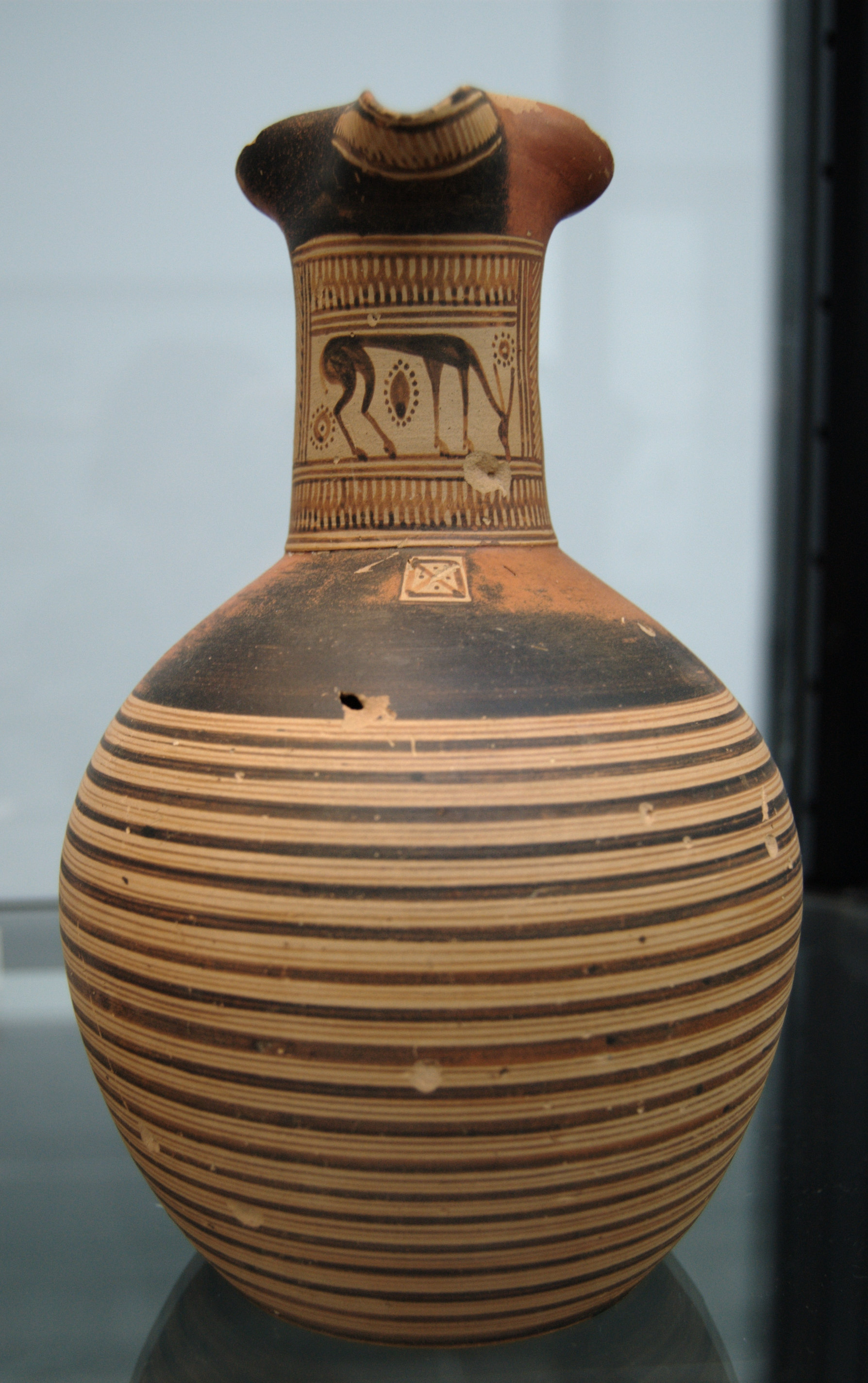
Enócoe con cuerpo estriado y ciervo pastando en el cuello (circa 750 a. C.) en el Staatliche Antikensammlungen de Múnich (inv.8400).
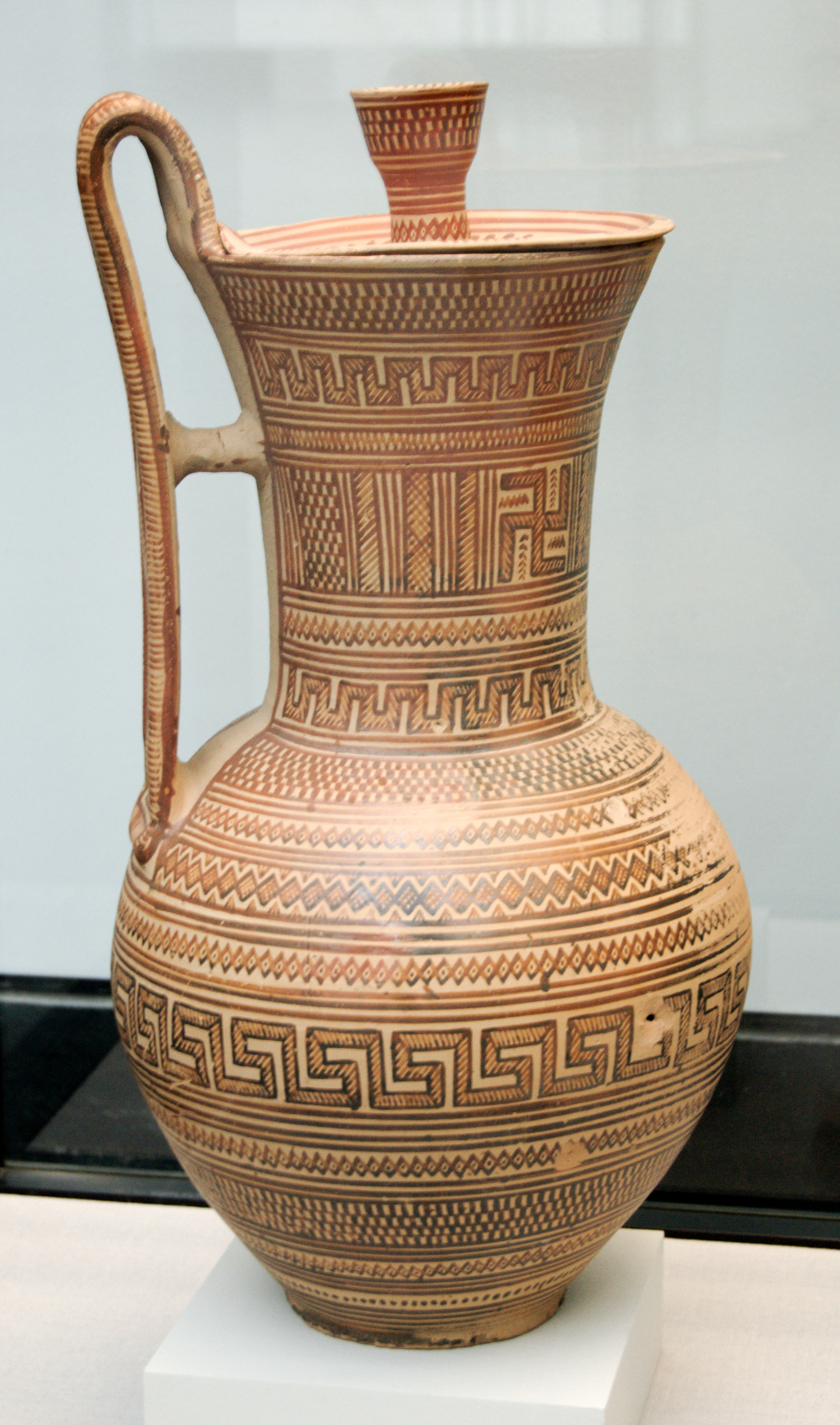
Jarra ática, (740 a. C.), Staatliche Antikensammlungen de Múnich.

## Otras escuelas cerámicas locales
Entre las escuelas de la época la ateniense es la más importante e influyente; las exportaciones áticas son frecuentes en Egina, en Beocia, en las Cícladas, en Tesalia y Creta, y también Chipre, Siria, Macedonia, sur de Italia y Sicilia. En esta época empiezan a desarrollarse en Grecia las escuelas locales, que comienzan a destacarse del estilo ático, para seguir un estilo local.

### Corinto

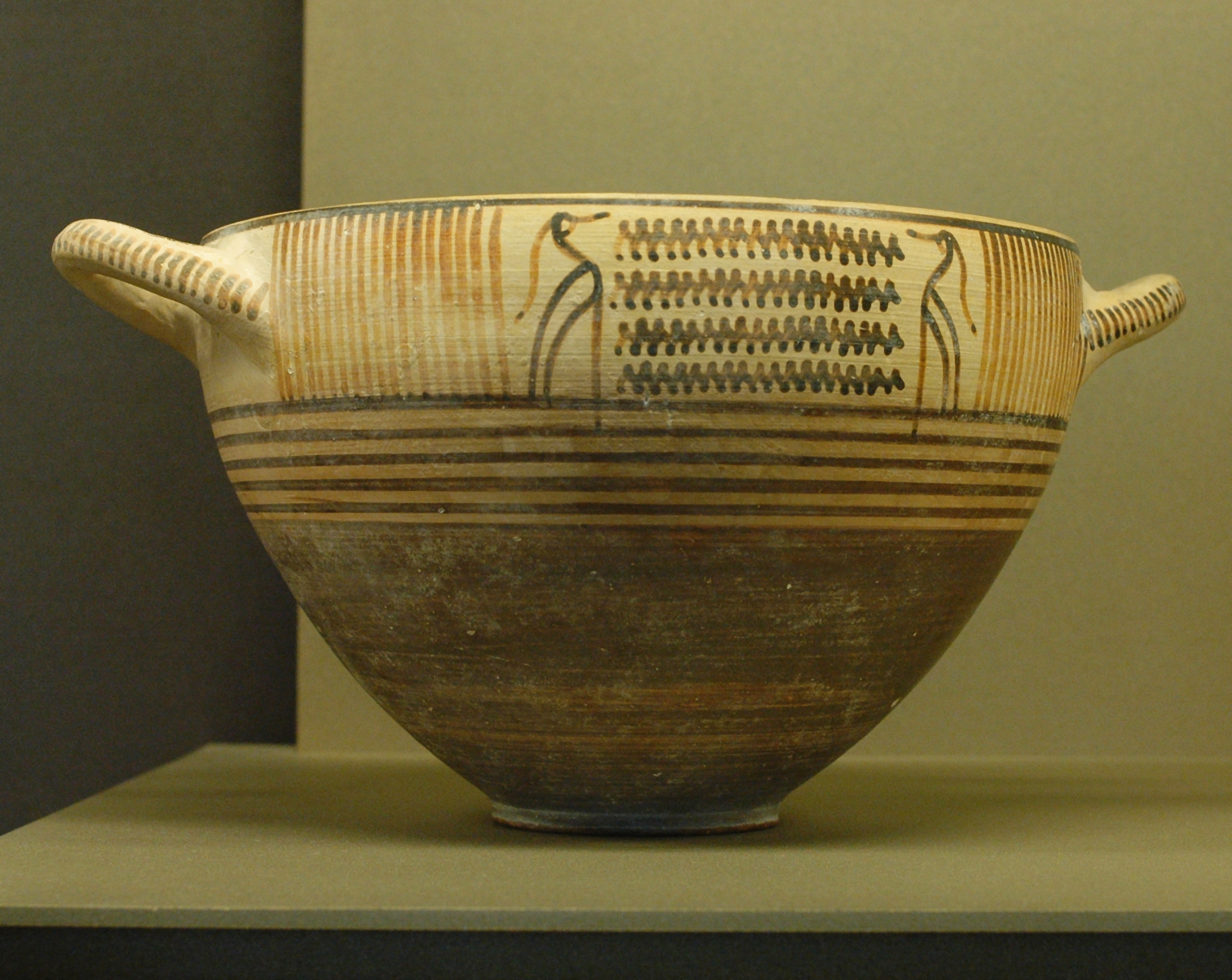
Skyphos corintio tardo geométrico (circa 740-730 a. C.). París, Museo del Louvre CA 3822.

En el estilo geométrico inicial y geométrico medio se desarrolla en Corinto una escuela local, influida por la cerámica ática, que progresivamente expande sus exportaciones (Delfos, Egina, Tera, Cnosos, Esmirna, Tesalia). Hasta 750 a. C., el estilo es muy sencillo, desprovisto de adornos curvilíneos, de figuras humanas y animales. El tardo geométrico en Corinto corresponde a lo que algunos estudiosos llaman protocorintio geométrico (750-720 a. C.). En este período el comercio corintio se expande aún más y las exportaciones alcanzan la Magna Grecia y Sicilia, Etruria, Al Mina y Siria. La decoración retoma los motivos desarrollados en la cerámica ática con un más acentuado gusto gráfico y miniaturistico. Se producen sobre todo enócoes y skyphos. En Corinto, en el tardo geométrico se inventa la cótila, cuya popularidad fue inmediata y duradera y cuya forma delicada con paredes sutiles deriva de la copa geométrica. Otras formas difundidas son la crátera, la píxide redonda y el plato. Corinto fue la primera ciudad griega en avanzar más en el geométrico, su escuela local tenía origen exterior y estaba poco radicada. Las características corintias como la nitidez y la precisión estaban más adaptadas al nuevo estilo orientalizante que se estaba formando.
La arcilla corintia es en este periodo de un color marrón claro tendente al rosa o al verde; originariamente parecido a la ática, que con el tiempo las dos arcillas tendieron a divergir, la primera hacia el amarillo claro, la segunda hacia el naranja; la pintura era marrón y oscura, pero hacia el periodo tardo geométrico adquirió un tono rosado.
Después de las influencias ática y argiva, a finales del siglo VIII a. C. el geométrico corintio fue imitado por otras escuelas, geométricas incluyendo Ática.

### Argos

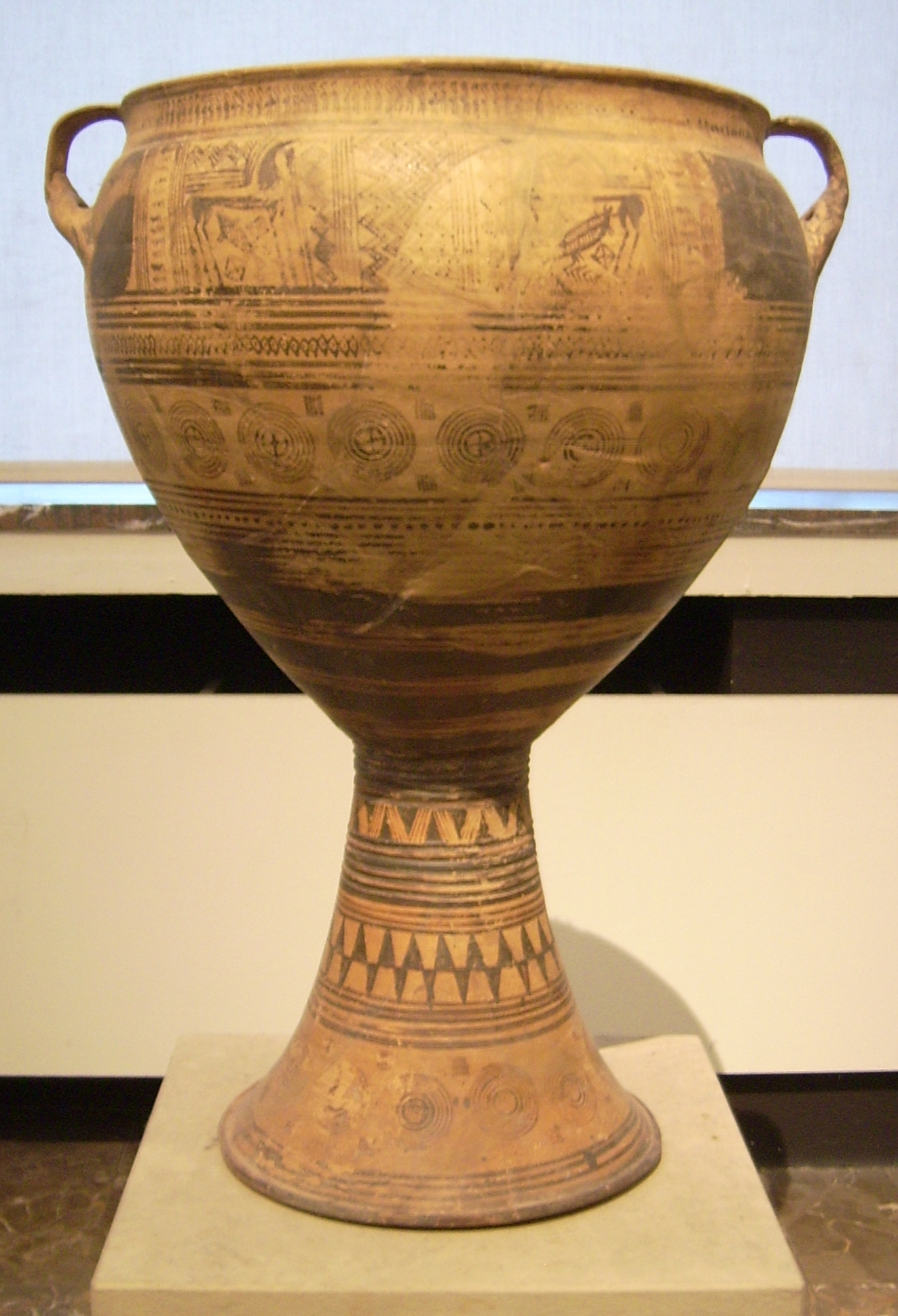
Crátera argiva tardo geométrica (circa 730 a. C.) en el Antikensammlung Berlín.

El geométrico argivo, que sigue a una fase protogeométrica, empieza en el mismo periodo del geométrico ático y es después de este el más importante del periodo .Hasta mediados del siglo VIII a. C., Argos supervisa la producción ática, pero en el período tardío (750-690 a. C.) adquiere una mayor autonomía. En la necrópolis de la ciudad de Argos se encontraron vasos monumentales con una decoración superabundante y a veces desorganizada en comparación con el ordenado estilo ático, que llena toda la superficie del vaso y las figuras tienden a ser grandiosas y monumentales. Típico de esta producción son el meandro a escala, caballos a menudo emparejados y dirigidos por hombres a pie, y elementos acuáticos.

### Beocia
El estilo de Beocia está fuertemente influido por el ático, pero en el periodo tardo geométrico acoge también influencias corintias y cicládicas. La decoración tiende a ser menos rigurosa, con un particular gusto por las escenas narrativas cuyas figuras resultan desafortunadas y la composición caótica. Entre los ornamentos de relleno, anchas filas de aros concéntricos y una esvástica aracnifome, con más de cuatro brazos, que aparece en este periodo y es típicamente local.

### Cícladas
Las Cícladas no eran una unidad política y se desarrollaron diversos talleres locales. Se prolonga el estilo protogeométrico hasta mediados del siglo IX a. C. y el geométrico medio era todavía muy imitativo de la escuela ática. En el periodo tardo geométrico el material local comienza a presentarse más diverso y es posible aislar cuatro escuelas principales (activas en torno a 750-700 a. C.) situadas en Naxos, Paros donde se encuentra una escuela creativa con escasa ornamentación y algunos motivos elegidos que son agrandados y elevados a la escena principal), Milo y Santorini. El estilo local se caracteriza por la presencia sobre todo de motivos curvilíneos y,  de una repartición del espacio independiente de los modelos áticos.

### Creta
En la zona central de la isla, después una fase experimental que sigue al protogeométrico y que es llamada «protogeométrico B» (850-820 a. C.), se impone establemente el estilo ático del geométrico medio visible en los grandes pithoi que son la producción típica de esta escuela. La fase tardía empieza alrededor del 740 a. C. y es mayormente independiente, con influencias corintias y chipriotas. La decoración presenta paneles principales poco extensos rodeados de frisos decorativos sobre fondo oscuro. Los motivos prevalentes son meandros y zig-zags, pero también los más audaces motivos curvilíneos. A la fase tardo geométrica pertenecen las típicas y originales bandas decorativas con aves. Entre las formas más difundidas además de los grandes pithoi, destacan pequeños enócoes, algunos con labio redondo que se acerca a la forma de los aribalos. Son también frecuentes las cráteras y las copas. Las terracotas son de color marrón claro tendente al rosa, generalmente no está presente el engobe y la pintura es marrón oscuro tendente al rojo; la arcilla y las partes pictóricas están dotadas de un cierto lustre.

### Grecia oriental y Dodecaneso

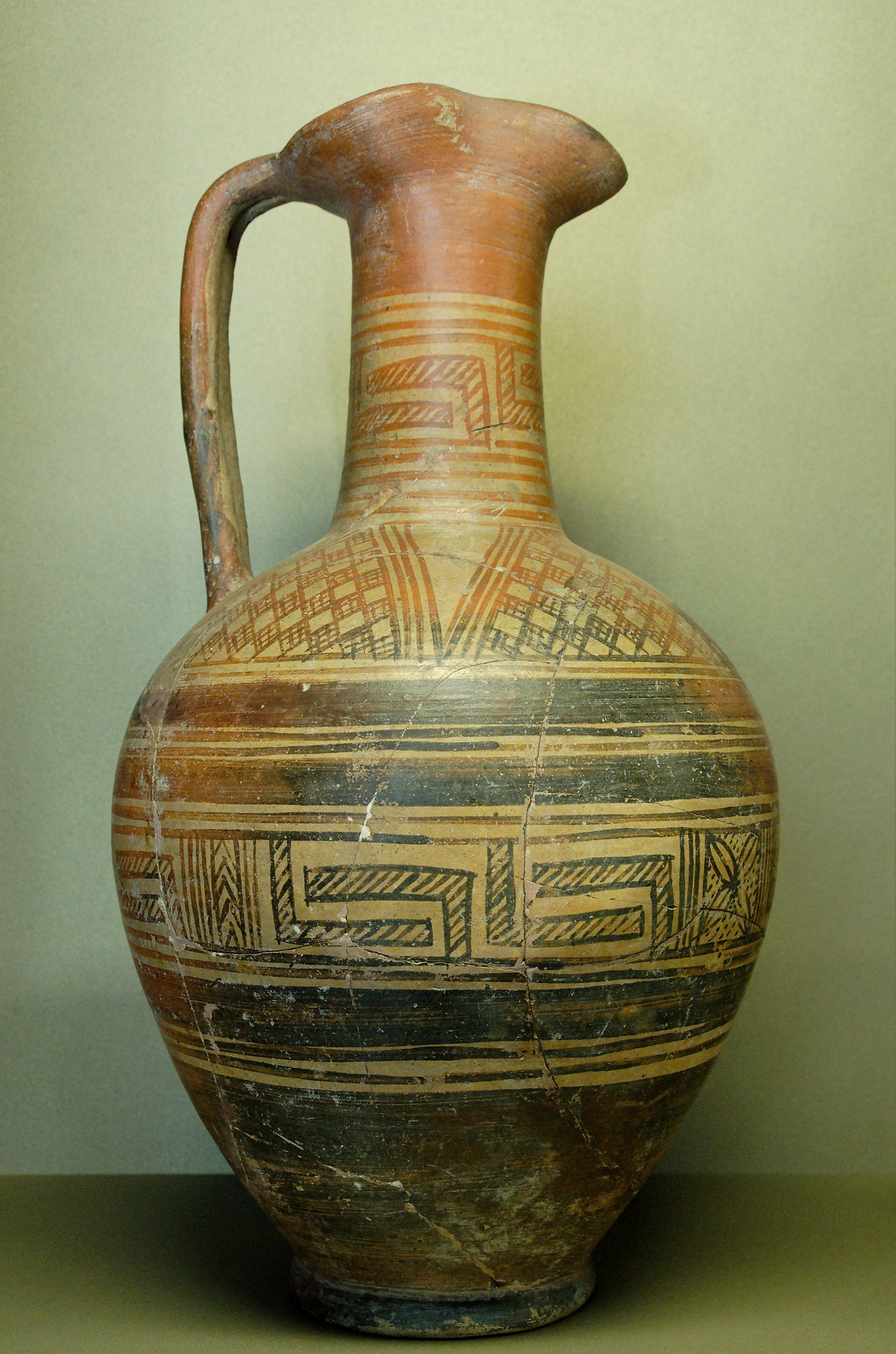
Enócoe rodia de Chipre (740-720 a. C.). París, Museo del Louvre CA 3033.

El estilo local se caracteriza por la introducción de motivos decorativos de origen anatólicos. Para el periodo geométrico las únicas series suficientemente completas provienen de Rodas, donde surge en el primer periodo una resistencia a la decoración geométrica ática y donde continúan los motivos curvilíneos y el énfasis decorativo sobre el hombro, típicamente protogeométricos. En el 850 a. C. se encuentran decoraciones geométricas procedentes de Ática, como el meandro unido a elementos chipriotas. El tardo geométrico, a partir del 750 a. C., es más rico en calidad y cantidad; se encuentra el estilo negro protogeométrico con el hombro en la zona más importante, aves y motivos orientales. El final de este estilo puede ser datado hacia el 680 a. C. En Jonia el curso del geométrico parece que fue parecido y la peculiaridad rodia es adoptada en el periodo tardío. En Samos se encuentra alguna figura humana y una cobertura blancuzca, como en Quíos.